# Otrej od Melitene
Otrej Melitenski (4. st.) bio je rimokatolički biskup grada Melitene u Maloj Armeniji.
Tamo ga je poslao car Teodozije I.
Otrej je bio učitelj sveca Eutimija.